# Helicoverpa helenae
Helicoverpa helenae là một loài bướm đêm thuộc họ Noctuidae. Nó được tìm thấy ở Châu Phi, bao gồm Nam Phi và St. Helena.